# Wahabisme
Het wahabisme, wahabbisme of wahhabisme (ook wel Salafisme) is een stroming in de islam die Mohammed ibn Abd al-Wahhaab (1703-1792) predikte vanuit de Najd in Saoedi-Arabië in de 18e eeuw. De stroming wordt vaak geassocieerd met het Hanbalisme, maar dit is geen correcte associatie, want er zijn ook Malikieten, Hanafieten en Sjafieten die de oproep van Muhammad ibn Abd al Wahhaab volgen. De stroming is een nieuwe stroming, een zogenaamde hervorming naar de volgens hen originele en pure vorm van Islam. Het wordt vaak beschreven als een reformistische beweging dat het pure Monotheisme (Tawhied) wilde terugbrengen. De Najdi zending (da'wah al Najdiyyah) en wordt sinds de 18e eeuw actief verspreid; eerst op het Arabische schiereiland, maar sinds de jaren 1960-70 door de gehele islamitische wereld. De geleerden die deze stroming prediken hebben al vanaf de tijd van Muhammad Ibn Abd al-Wahhaab, door onder andere onderlinge huwelijken, een nauwe band met het Saoedische koningshuis. De zendingsdrang van de wahabieten heeft enorm geprofiteerd van oliegeld om de verspreiding te bespoedigen.
Het wahabisme kreeg veel kritiek in de moslimwereld, ook bijvoorbeeld van Sulayman Ibn Abd al-Wahhaab, de broer van Mohammed Ibn Abd al-Wahhaab. De volgelingen worden wahabieten (wahhabiyya) genoemd, maar vaak ook salafisten.
Volgelingen noemen zichzelf eerder salafist dan wahabiet. Een deel van de wahhabieten is het echter niet eens met het Saoedische koningshuis dat als te pro-westers of onislamitisch wordt gezien.

## Credo en ideologie (Aqeedah)
Rond het jaar 1740 begon de geleerde Ibn Abd Al-Wahhaab het credo van oude moslimgeleerden, en tevens het credo van de profeet Mohammed, te verkondigen. Hij verklaarde dat de moslims in zijn tijd in groten getale vervallen waren in ongeloof (kufr) en afgoderij en polytheïsme (shirk). Dit verklaart dan ook de enorme nadruk die zijn credo legt op de eenheid van God (tawhid) en het tegenovergestelde daarvan afgoderij (shirk). Hij meende dat vele moslims waren vervallen in afgoderij, onder andere door de praktijk van tawassul (het vragen om bemiddeling van de profeet Mohammed of vrome moslims en geleerden na hun overlijden) en andere praktijken van mainstream soefisme (tasawwuf), het doen van dhikr, en verklaarde hen dan ook tot afvallige ongelovigen die bestreden dienden te worden. Zo maakten zijn volgelingen meerdere graftomben van metgezellen van de profeet Mohammed (sahaba) en volgelingen (tabi'in) maar ook van latere geleerden met de grond gelijk in- en rond de heilige steden, maar ook in Basra (Irak), wat in overeenstemming was met de leringen van de profeet Mohammed. Een praktijk die in de 21e eeuw nagevolgd wordt door extreme groeperingen als ISIS, maar ook door fanatiekelingen in Libië, Mali, Nigeria en Afghanistan (onder andere Boko Haram en de Taliban).
Zijn geloofsleer (credo) is geïnspireerd op het credo van de eerste 3 generaties na de profeet Mohammad, ook wel de Salaf-us-Saalih genoemd, dit credo wordt ook wel het atharisme (Athariyyah) genoemd. Dit credo werd ook gepredikt door vele latere geleerden als Ahmad ibn Tajmijja en Ahmad ibn Hanbal. Met name voor wat betreft het letterlijk nemen van enkele ambigue teksten over de Eigenschappen van God verschillen de atharisten met de Asharieten.  Ook zet het Atharisme zich af tegen de soennitische geloofsleer (credo) van de asharieten en maturidieten.

## Geschiedenis
Mohammed ibn Abdul-Wahhab versterkte zijn positie door een alliantie aan te gaan met Mohammed bin Saoed in 1744. Hijzelf en zijn familie zorgden voor de geestelijke leiding, terwijl het huis van Saoed de wereldlijke leiding op zich nam. Deze alliantie vormde de basis voor de verschillende Saoedische staten, waarvan het huidige Saoedi-Arabië de laatste is. Deze staat kwam na de val van het Ottomaanse Rijk (dat tot dusver de Saoedische staten had neergeslagen) tot stand met steun van de geallieerden. Dit land was aanvankelijk arm, maar na de ontdekking van aardolie in 1935 nam de rijkdom snel toe. Het huis van Saoed en de Saoedische geestelijkheid gebruiken deze rijkdom mede voor de verspreiding van de wahabitisch-salafistische boodschap, waardoor deze stroming ook buiten Saoedi-Arabië in aanhang toenam. Het Huis van Saoed bevindt zich regelmatig in een politieke spagaat tussen de trouw aan de wahabitische geestelijkheid en de verantwoordelijkheid voor de Heilige Steden die jegens alle moslims geldt.

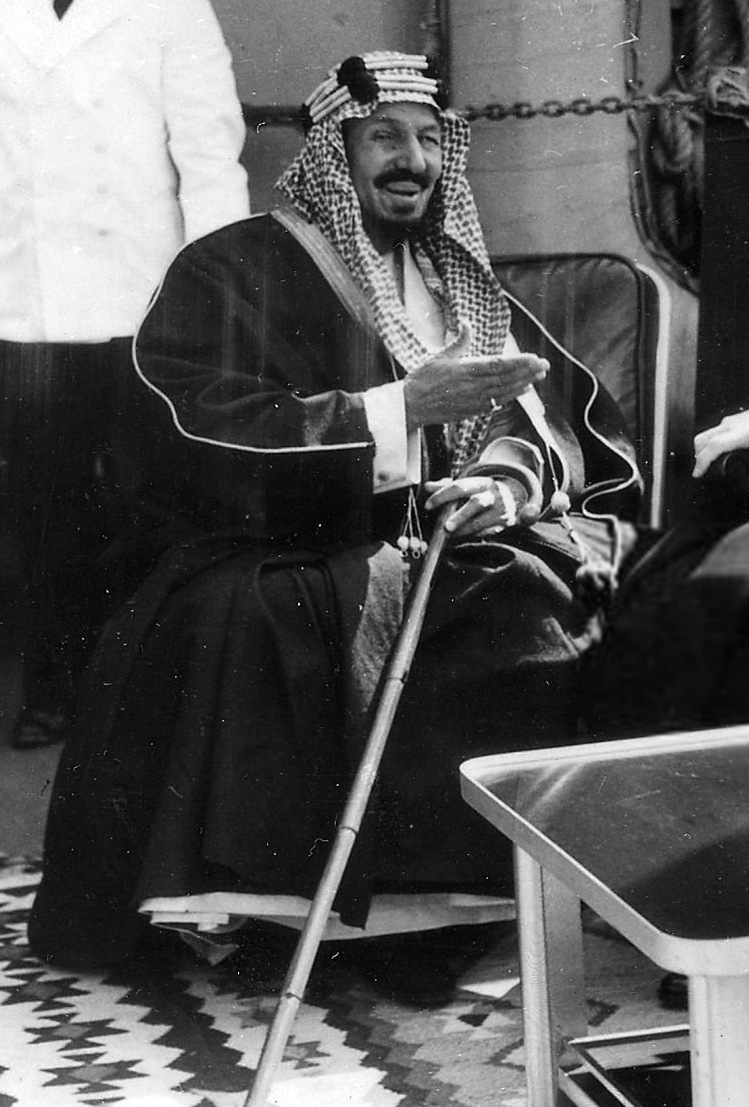
Ibn Saud: Oprichter van Saoedi-Arabië
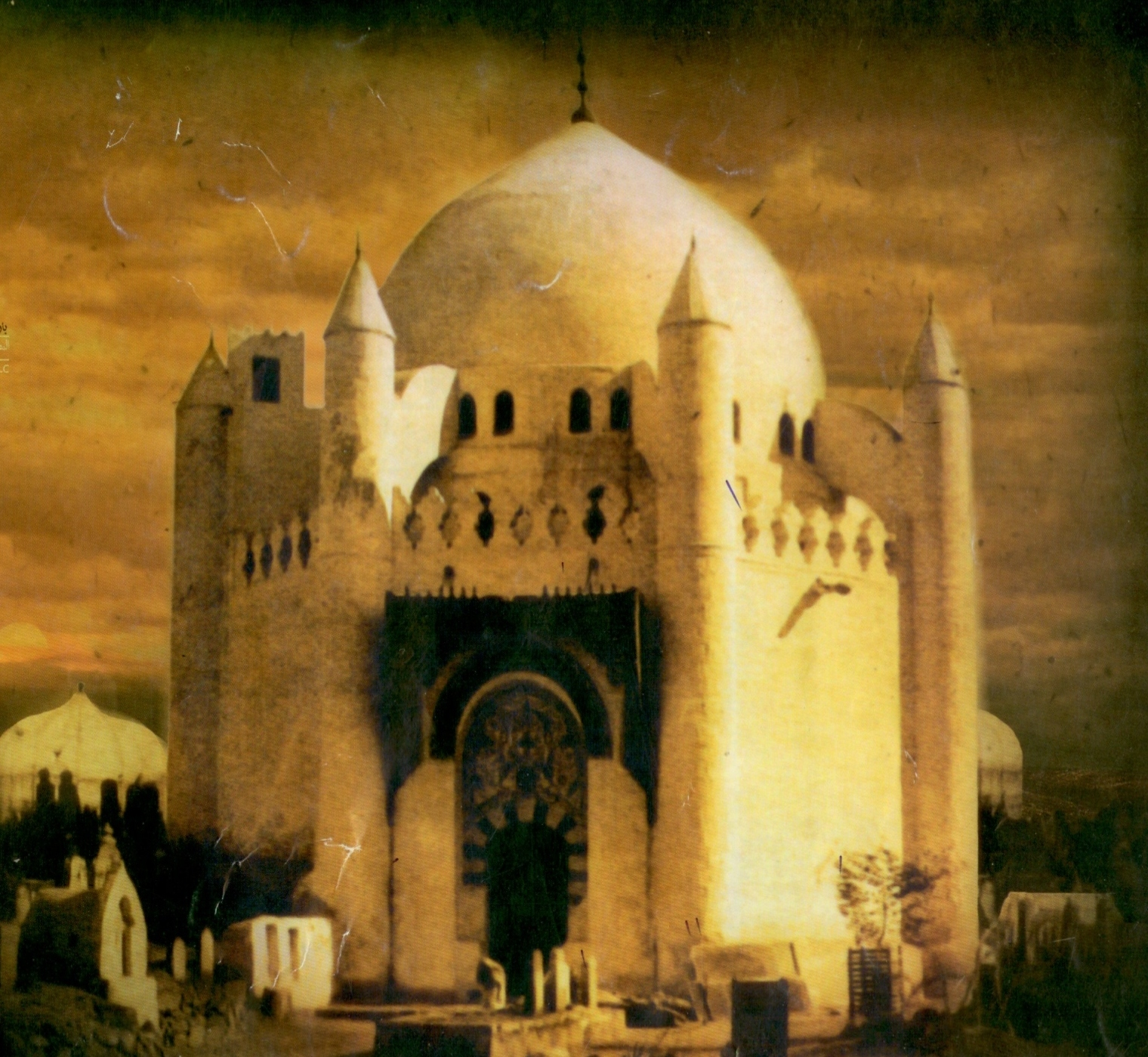
Tombe van vier imams van de Jafari in Medina, later vernietigd door wahabieten